# Barraca de pedra en sec amb aljub
La Barraca de pedra en sec amb aljub és una obra de Freginals (Montsià) inclosa a l'Inventari del Patrimoni Arquitectònic de Catalunya.

## Descripció
Barraca de pedra en sec, aïllada, de planta circular construïda amb el sistema tradicional de la falsa volta.
Entre les variants que presenta hi ha que el mur i la volta estan arrebossats amb morter de calç per la part exterior. A més, el mur presenta un reforç fins a mitjan alçada, a la part posterior on es veu l'inici d'un terraplè. Al costat, excavant en la roca, s'hi troba un terrat que recull l'aigua de pluja i la condueix a la cisterna situada a l'interior. La barraca disposava de porta de fusta per restar tancada.